# Sigismondo Tudisi
Sigismondo Tudisi (in croato: Šiško Tudišić; Ragusa di Dalmazia, 9 maggio 1692 – 15 giugno 1760) è stato un vescovo cattolico dalmata.

## Biografia
Nacque il 9 maggio 1692 nella Repubblica di Ragusa, membro della nobile famiglia dei Tudisi. Studiò sotto i gesuiti di Ragusa e, una volta entrato nella Società di Gesù, fu inviato come studente meritevole a Roma per completare i suoi studi presso il Collegio Germanico-Ungarico. Lì decise di lasciare la Società. 
Dopo essere stato ordinato sacerdote, tornò nell'arcidiocesi di Ragusa, dove si occupò di vari doveri pastorali e si dedicò allo studio della storia ecclesiastica della città. Dopo il trasferimento del vescovo di Trebigne e Marcana Francesco Girolamo Bona alla sede di Cartagine nel 1731, il Senato raguseo propose il Tudisi come nuovo vescovo. La proposta fu accolta da papa Clemente XII, che lo designò ufficialmente tale il 3 settembre 1733. Ricevette la consacrazione episcopale tre giorni dopo a Roma dalle mani del cardinale Giovanni Antonio Guadagni, co-consacranti i vescovi Joseph-Dominique d'Inguimbert e Bernardo Maria Beamonte.  
Secondo le disposizioni della Propaganda Fide, i vescovi dei territori sotto il controllo ottomano avevano diritto a un sussidio di 50 scudi l'anno se avessero trascorso almeno sei mesi l'anno nel territorio della propria diocesi; motivo per cui Sigismondo Tudisi cercò di stabilirsi in modo stabile in Erzegovina. Nel corso della visita ad limina del 1735, lasciò alla Curia un dettagliato rapporto sulla diocesi di Trebigne e la sua storia. Nel 1736, si stabilì a Ravno per sei mesi, ma in seguito alle difficoltà incontrate, decise di non trattenersi più nella regione per lunghi periodi di tempo. Cercò tuttavia di visitare la diocesi almeno una volta l'anno per amministrare i sacramenti, soprattutto la confermazione.  
Nel 1745, la Propaganda gli ordinò di trasferirsi in Erzegovina. Due anni dopo chiese alla Repubblica ragusea di mediare con le autorità turche in favore del vescovo Tudisi, tuttavia la mediazione fallì e quest'ultimo non poté stabilirsi nella sua diocesi. Nel 1759, a causa delle sue condizioni di salute, non poté effettuare la sua visita annuale e fu sostituito dall'arcivescovo di Skopje Tomo Tomičić col beneplacito della Propaganda.  
Morì il 15 giugno 1760, dopo 27 anni come vescovo di Trebigne.

## Genealogia episcopale
La genealogia episcopale è:
- Cardinale Scipione Rebiba
- Cardinale Giulio Antonio Santori
- Cardinale Girolamo Bernerio, O.P.
- Arcivescovo Galeazzo Sanvitale
- Cardinale Ludovico Ludovisi
- Cardinale Luigi Caetani
- Cardinale Ulderico Carpegna
- Cardinale Paluzzo Paluzzi Altieri degli Albertoni
- Cardinale Flavio Chigi
- Papa Clemente XII
- Cardinale Giovanni Antonio Guadagni, O.C.D.
- Vescovo Sigismondo Tudisi